# Roms kungatid
Roms kungatid är den tid i det romerska rikets historia som föregick den romerska republiken. Enligt traditionen styrdes Rom från 753 f.Kr. till 509 f.Kr.av sju kungar, varav åtminstone de tidigare idag betraktas som rent mytologiska.

## Historia

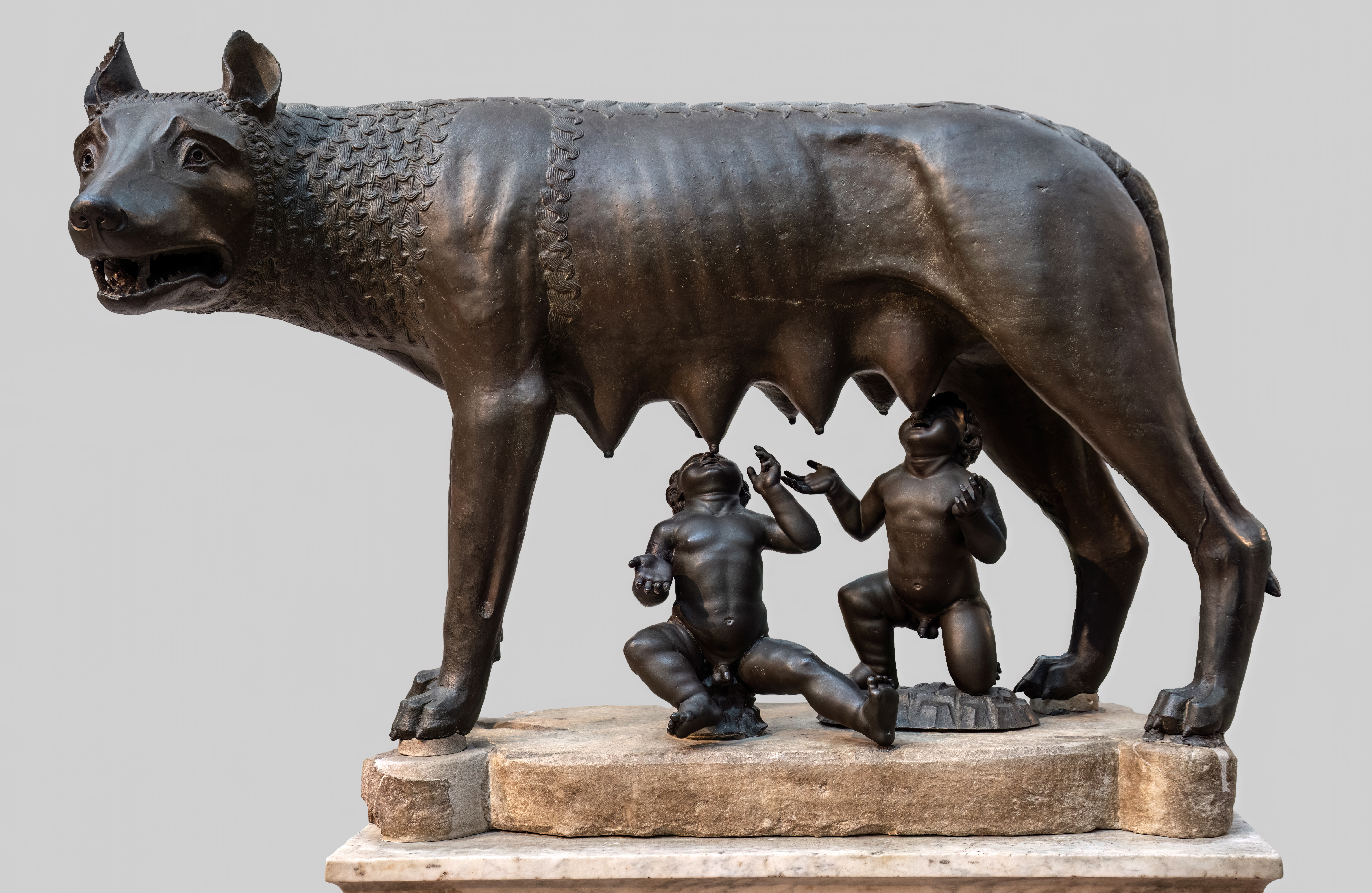
Den kapitolianska varginnan med tvillingarna Romulus och Remus. Bronsskulptur från 400-talet f.Kr. med tvillingarna tillagda på 1400-talet.

Enligt myten grundades staden Rom (Roma på latin och italienska) den 21 april 753 f.Kr.av tvillingbröderna Romulus och Remus, vilka hade blivit uppfödda av en varginna och sedan vuxit upp hos herden Faustulus. Efter att ha slagit ihjäl sin bror blev Romulus enligt legenden den första av Roms kungar.
Att ange ett årtal och till och med ett datum för stadens grundande var ett sätt för senare tiders romare att etablera en lång och ärorik historia. I verkligheten är Rom, liksom de allra flesta städer, resultatet av en gradvis utveckling. Det finns få eller inga skrivna källor från tiden före 200 f.Kr, och de berättelser som romarna själva baserade sin historieuppfattning på är nedskrivna under århundradet kring vår tideräknings början. Den viktigaste av dessa "historiker" var Titus Livius, död år 17 e.Kr.
Stadens sju kullar var bebodda redan under företruskisk tid och alltsedan 900-talet f.Kr. av latinare. Kullarna kunde lätt försvaras och låg vid ett viktigt vadställe över Tibern, där saltvägen Via Salaria gick från Tiberns mynning upp till sabinerlandet uppe i bergen. I legenderna hade den sabinska befolkningen en stor betydelse, då det berättas att Romulus bortrövade de sabinska jungfrurna för att hans folk inte skulle lida av bristen på kvinnor. Språket som talades av romarna var latin och det talades på den tiden endast i Latium, alltså den del av nuvarande Italien där Rom ligger.
Omkring 650 f.Kr. hamnade den ännu oansenliga bosättningen under starkt etruskiskt inflytande och omslöts enligt etruskisk sed av ett pomerium, en obebodd gränszon.[källa behövs] En teori är att platsen och dess mytologiske grundare uppkallades efter den etruskiska ätten Romulia eller Romilia och att den dödade kungabroderns namn är härlett från en annan etruskisk ätt, Remmii. En annan teori är att ordet Rom härleds från det etruskiska ordet för flod, rumon.[källa behövs]. Nutida forskning ser det som troligast att den påstådde grundarens namn Romulus är skapat med utgångspunkt från ett redan existerande namn på platsen, närmast översättbart med "Herr Rom".
Sju kungar uppges ha härskat i Rom under en tid av 243 år. För de senare romerska historieskrivarna var kungarna historiska personer. De tre sista var enligt Titus Livius etrusker och den förste av dem, Tarquinius Priscus, sägs ha invandrat till Rom från etruskernas huvudstad Tarquinii, nuvarande Tarquinia. Dagens forskning betraktar de sju kungarna - eller åtminstone de tidigare av dem - snarare som mytologiska gestalter, men deras påstådda härstamning från olika grannfolk kan ses som ett tecken på att det tidiga Rom skapades genom inflytande från flera olika kulturer. Att den siste kungen Tarquinius Superbus och hans två föregångare var (eller antogs vara) etrusker tyder på ett starkt etruskiskt inflytande. Kungen blev enligt Livius utsedd på livstid, men makten gick inte i arv. I stället sades makten efter en kungs död ha övergått till senaten, som ur sitt led valde en mellankung (interrex) som regerade i fem dagar och efter sig utsåg en ny mellankung. På detta sätt fortsatte man tills man fick en kungakandidat som godkändes såväl av senaten, gudarna och folkförsamlingen.
Rom var under hela kungatiden ett av många maktcentra i området, och inledningsvis klart mindre och svagare än de etruskiska grannarna. Beteckningen kungarike speglar inte helt samhällets karaktär, som av den nutida romforskaren Mary Beard beskrivs som "en värld av hövdingadömen och krigarband, inte av organiserade arméer och utrikespolitik".
Under senare delen av 600-talet f.Kr. genomfördes flera stora byggarbeten som gjorde Rom till en stad. Kärret mellan kullarna dränerades genom utbyggnaden av Cloaca Maxima och romarrikets politiska, religiösa och kulturella centrum Forum Romanum grundades. Byns lerklinade hyddor ersattes av stadiga hus med tegeltak. I mitten på 500-talet f. Kr beräknas staden, och därmed riket, ha haft 20-30 000 invånare. Rom var då ett viktigt men inte unikt maktcentrum i området, och fortfarande klart mindre och mera anspråkslöst än några av de grekiska bosättningarna på Sicilien och i Syditalien.
Titus Livius och andra romerska historieskrivare härleder åtskilliga av den romerska republikens grundläggande institutioner till kungatiden. Den romerska religionen sägs där ha skapats av kungen Numa. I religionen ingick ett etablerat prästerskap med rituella uppgifter, och en kalender där året delades upp i tolv månader.  Oavsett om kungen Numa har existerat eller inte så skapades en sådan kalender någon gång under denna tidiga epok i Roms historia. Andra påståenden om kungatida rötter för det senare Roms styrelsesätt och militära organisation ses idag som anakronistiska försök att skapa en mer organiserad historia än vad som faktiskt var fallet.

## Regentlängd

Roms expansion under kungatiden

Enligt Titus Livius skall Roms kungar ha varit följande:
| Kung                | Regeringstid          |
| ------------------- | --------------------- |
| Romulus             | 753 f.Kr. – 716 f.Kr. |
| Numa Pompilius      | 715 f.Kr. – 672 f.Kr. |
| Tullus Hostilius    | 672 f.Kr. – 642 f.Kr. |
| Ancus Marcius       | 640 f.Kr. – 616 f.Kr. |
| Tarquinius Priscus  | 616 f.Kr. – 578 f.Kr. |
| Servius Tullius     | 577 f.Kr. – 534 f.Kr. |
| Tarquinius Superbus | 533 f.Kr. – 510 f.Kr. |

Nittonhundratalsforskare som till exempel Einar Gjerstad har med utgångspunkt från arkeologiska fynd i kombination med skrivna källor ifrågasatt Livius uppgifter om den äldsta tiden och  presenterat olika teorier om de olika kungarna och deras regeringstider.